# Síndrome de Werner
Síndrome de Werner, também chamada de velhice precoce, é uma doença genética que faz com que o portador envelheça 5 a 10 vezes mais rapidamente que o normal. Foi descoberta por Otto Werner. Esta doença resulta na acumulação de lesões no DNA, pois o produto do gene defeituoso é a DNA helicase - uma proteína envolvida na replicação e reparação do DNA.